# Jimmy Rushing
Jimmy Rushing (26. august 1903 i Oklahoma City – 8. juni 1972) var en amerikansk jazzmusiker.
Født i Oklahoma City i en musikalsk familie og fik fra barnsben undervisning i sang og klaver. Han blev tidligt musiker, og 21 år gammel flyttede han til Californien, hvor han optrådte som sanger/pianist på værtshuse i Los Angeles og arbejdede blandt andre sammen med pianisten Jelly Roll Morton.
I 1925 mødte han bassisten Walter Page, som han turnerede med i kort tid. Senere mødtes de to igen, og i 1927 fandt man Rushing i Kansas City som sanger i Walter Page's nye orkester The Blue Devils, og han indspillede sin første plade med orkestret i 1929. Kort tid efter flyttede han, sammen med orkestrets trompetist Hot Lips Page og pianist Count Basie, over i byens betydeligste orkester på den tid – Benny Moten's Kansas City Orchestra.
I de følgende år turnerede han uafbrudt med Moten's bigband og indspillede adskillige plader – indtil kapelmesteren pludselig afgik ved døden i 1935. Orkestrets pianist Count Basie besluttede sig til at overtage orkestret, og i dette første Count Basie bigband blev Jimmy Rushing en af stjernerne – sammen med musikere som tenorsaxofonisten Lester Young, bassisten Walter Page, trommeslageren Joe Jones, og senere guitaristen Freddie Green, trompetisterne Buck Clayton og Harry Edison samt basunisten Dickie Wells.
Med dem indspillede Rushing nogen af sine mesterværker som 'Boogie Woogie', 'Good Morning Blues', 'Sent For You Yesterday' og 'Harvard Blues'.
I de følgende 15 år var han Basie's foretrukne sanger og en uadskillelig del af et af jazzhistoriens mest indflydelsesrige ensembler.
Først i 1945 begyndte Jimmy Rushing at indspille plader under eget navn, og i 1950 – da Basie af økonomiske grunde måtte opløse sit orkester midlertidigt – indledte han sin solokarriere med egne grupper og blev med årene stærkt efterspurgt som solist på verdens førende jazzklubber, koncertsale og jazzfestivaler.
Han indspillede sin sidste LP i 1971 men var på det tidspunkt blevet ramt af sygdom. Han døde året efter af leukæmi, 68 år gammel.

## Diskografi

### Albums
- 1955: Jimmy Rushing Sings The Blues
- 1958: Little Jimmy Rushing And The Big Brass
- 1967: Blues And Things
- 1971: The Me And You That Used To be
- 1971: Going' To Chicago
- 1999: The Blues I Like